# Motorowodny sternik morski

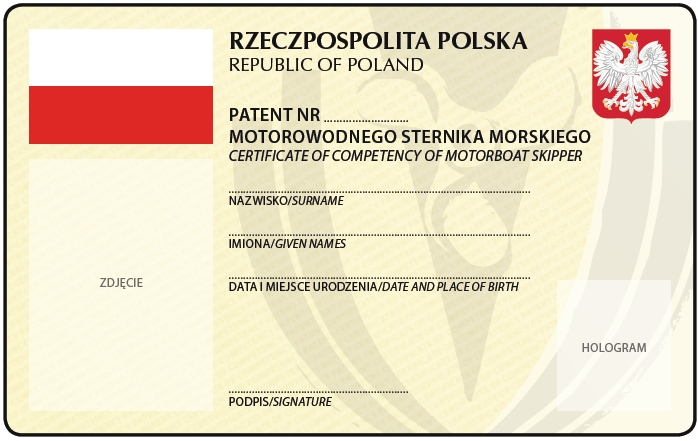
Awers patentu motorowodnego sternika morskiego z 2013 roku.

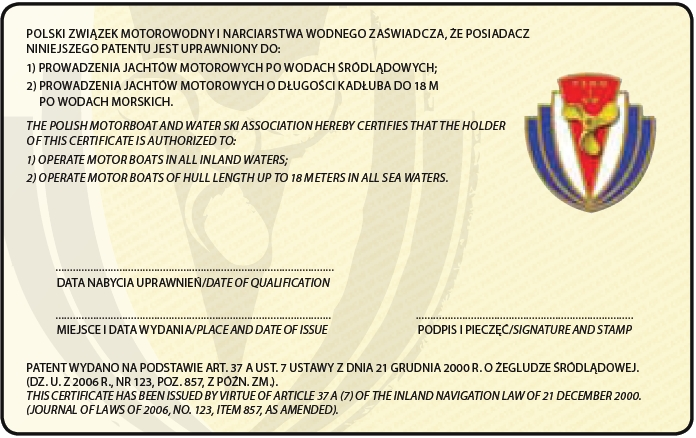
Rewers patentu motorowodnego sternika morskiego z 2013 roku.

Motorowodny sternik morski – jeden z patentów motorowodnych.

## Wymagania
- ukończenie 18. roku życia,
- odbycie co najmniej dwóch rejsów po wodach morskich w łącznym czasie co najmniej 200 godzin żeglugi,
- zdanie egzaminu z wymaganej wiedzy i umiejętności.

## Uprawnienia
- prowadzenie jachtów motorowych po wodach śródlądowych,
- prowadzenie jachtów motorowych o długości kadłuba do 18 m po wodach morskich.

Dodatkowo patent ten (na podstawie § 13. ust 1. rozporządzenia) daje uprawnienia jachtowego sternika morskiego, jeśli jego posiadacz ma też co najmniej patent żeglarza jachtowego.

## Podstawa prawna
- Ustawa z 21 grudnia 2000 r. o żegludze śródlądowej (Dz.U. z 2025 r. poz. 18) (art. 37a)
  - Rozporządzenie Ministra Sportu i Turystyki z 9 kwietnia 2013 r. w sprawie uprawiania turystyki wodnej (Dz. U. z 2013 r., poz. 460)